# توم بلات
توم بلات (1 أكتوبر 1993 في المملكة المتحدة - ) (بالإنجليزية: Tom Platt)‏ هو لاعب كرة قدم بريطاني في مركز الوسط. لعب مع نادي هاروجيت تاون ونادي يورك سيتي وHucknall Town F.C. ‏ وإف سي هاليفاكس تاون.

## وصلات خارجية
- توم بلات على موقع قاعدة بيانات كرة القدم.إي يو (الإنجليزية)
- توم بلات على موقع Soccerbase.com (لاعب) (الإنجليزية)
- توم بلات على موقع Soccerway.com (الإنجليزية)